# Tropiduchus kupei
Tropiduchus kupei är en insektsart som beskrevs av Van Stalle 1984. Tropiduchus kupei ingår i släktet Tropiduchus och familjen Tropiduchidae. Inga underarter finns listade i Catalogue of Life.